# Pierre Enckell
Pierre Enckell, né le 27 septembre 1937 à Helsinki et mort le 7 juillet 2011 à Paris 4e, est un journaliste et lexicographe d'expression française.

## Biographie
Il a travaillé aux Nouvelles littéraires de 1977 à 1984 et à L'Événement du jeudi de 1984 à 1996. Parallèlement, il a effectué à titre bénévole des recherches, principalement sur la datation du vocabulaire, pour l'Institut national de la langue française (CNRS). 

## Ouvrages
- Datations et documents lexicographiques, Matériaux pour l'histoire du vocabulaire français, 9 volumes, Klincksieck, 1977-1998.
- La Joie de vivre, journal intime perpétuel, Genève, Éditions Noir, 1982.

Nouvelle version : L'Année terrible, agenda pessimiste, Levallois-Perret, Manya, 1990.
Réédition : Encore une journée pourrie, ou 365 bonnes raisons de rester au lit, Points, 2007. Traductions en italien et en roumain.
- Répertoire des prénoms familiers : Dédé, Juju, Margot, Bébert et les autres, Plon, 2000.
- Médor, Pupuce, Mirza, Rintintin et les autres : le Dictionnaire des noms de chiens, Mango, 2000.
- Le Dictionnaire des façons de parler du XVIe siècle, La Lune avec les dents, CNRS, 2000.
- (avec Pierre Rézeau) Dictionnaire des onomatopées, P.U.F., 2003. Édition revue et augmentée, 2005.
- Dictionnaire des jurons, P.U.F., 2004.
- Anthologie des chansons paillardes, Balland, 2012.
- Dictionnaire historique et philologique du français non conventionnel, Garnier, 2017.

## Éditions de textes
- Athénaïs Michelet : Mémoires d'une enfant, Mercure de France, 2004.
- (avec Marianne Enckell) Jean-Elie David : Notes au crayon, Lausanne, Éditions d'en bas, 2004.
- Pierre Larousse : Comment asphyxier un éléphant?, Tallandier, 2005. Réédition : Que faire des crétins? Les perles du Grand Larousse, Points, 2006.
- Pierre Larousse : Histoires abominables, Bruxelles, André Versaille éditeur, 2010.